# José Higino Lobo
José Higino dos Santos Lobo (Uauá, 1809 — 1 de janeiro de 1894) foi um político brasileiro.
Nasceu na fazenda Jueté, no estado da Bahia, e era filho de Francisco Teixeira Lobo.
Foi delegado e político em Monte Santo, para onde se mudara. Em 1840 foi residir na fazenda Carrancudo, de seu sogro Inácio Ferreira dos Santos Primo.
Em 1866, exigiu que escavassem um tanque público, que se chamou tanque da nação. Fundou o povoado de Cumbe em 1880.